# Coen Stibbe
Conrad Michael (Coen) Stibbe (’s-Gravenhage, 7 september 1925 – Amsterdam, 7 mei 2019) was een Nederlands archeoloog, historicus van de oudheid en (onder het pseudoniem Corrado Hoorweg) literair auteur.

## Biografie
Stibbe studeerde na zijn gymnasiumopleiding klassieke talen en archeologie aan de Gemeente Universiteit van Amsterdam. Na zijn studie kreeg hij een reisbeurs voor een jaar door Italië en Griekenland. In 1956 werkte hij als archeoloog in een gecombineerde Grieks-Nederlandse opgraving op Kreta.
Van 1956 tot 1960 doceerde hij klassieke talen aan de Quakerschool op Kasteel Eerde te Ommen en aan de Beverweert Internationale school. Van 1965 tot 1967 gaf hij les aan de Werkplaats Kindergemeenschap (de 'Kees Boekeschool') in Bilthoven.
In 1964 nam Stibbe, samen met zijn collega-classicus Stefan Radt, het initiatief tot de serie Phoenix Klassieke Pockets, bij uitgeverij De Haan in Zeist. Deze serie bedoelde klassieke teksten uit de oudheid, vertaald en van noten voorzien door classici, voor een lage prijs voor de jeugd van Nederland toegankelijk te maken. Er verschenen 22 delen, waarvan Stibbe er zelf twee voor zijn rekening nam. De serie stopte toen de uitgever werd overgenomen door een andere uitgeverij.
In 1967 werd hij benoemd tot hoofddocent voor Oude Geschiedenis aan de Rijksuniversiteit Leiden en in 1971 tot vice-directeur en hoofd van de archeologische afdeling van het Nederlands Instituut te Rome. Een van zijn eerste daden was het aanpassen van het mededelingenblad van het instituut aan de eigentijdse eisen van wetenschappelijke publicaties. In 1972 promoveerde hij cum laude aan de Universiteit van Amsterdam op een proefschrift getiteld Lakonische Vasenmaler des sechsten Jahrhunderts vor Chr.
Van 1977 tot 1990 was hij initiator en leider van de Nederlandse opgravingen in Satricum, waar een aantal bijzondere vondsten werden gedaan, waaronder de - in verschillende fasen gebouwde - tempel van Mater Matuta (490 v.c.) en de daarin verwerkte Lapis Satricanus  In 1986 keerde hij terug naar Leiden, als hoofdconservator aan het Rijksmuseum van Oudheden, een functie die hij tot zijn pensioen in 1990 vervulde.
Stibbe heeft een omvangrijk oeuvre op zijn naam staan en geldt als een autoriteit op vele gebieden, maar met name ten aanzien van het antieke Sparta.
Hij behoorde tot de vriendenkring van de in 1939 naar Nederland uitgeweken Duitse humanist en dichter Wolfgang Frommel. Hij was tweemaal getrouwd en kreeg vijf kinderen. Hij overleed in Amsterdam op 7 mei 2019.

## Corrado Hoorweg
Naast zijn wetenschappelijke en populair-wetenschappelijke arbeid publiceerde Stibbe verscheidene literaire werken en dichtbundels onder zijn pseudoniem Corrado Hoorweg.
Tevens stond hij aan de wieg van de Stichting Memoriaal ter bevordering van literatuur en kunst, waar enkele van zijn werken zijn uitgegeven. Tot vlak voor zijn dood bleef hij actief op literair gebied en publiceerde hij regelmatig.

#### Boeken

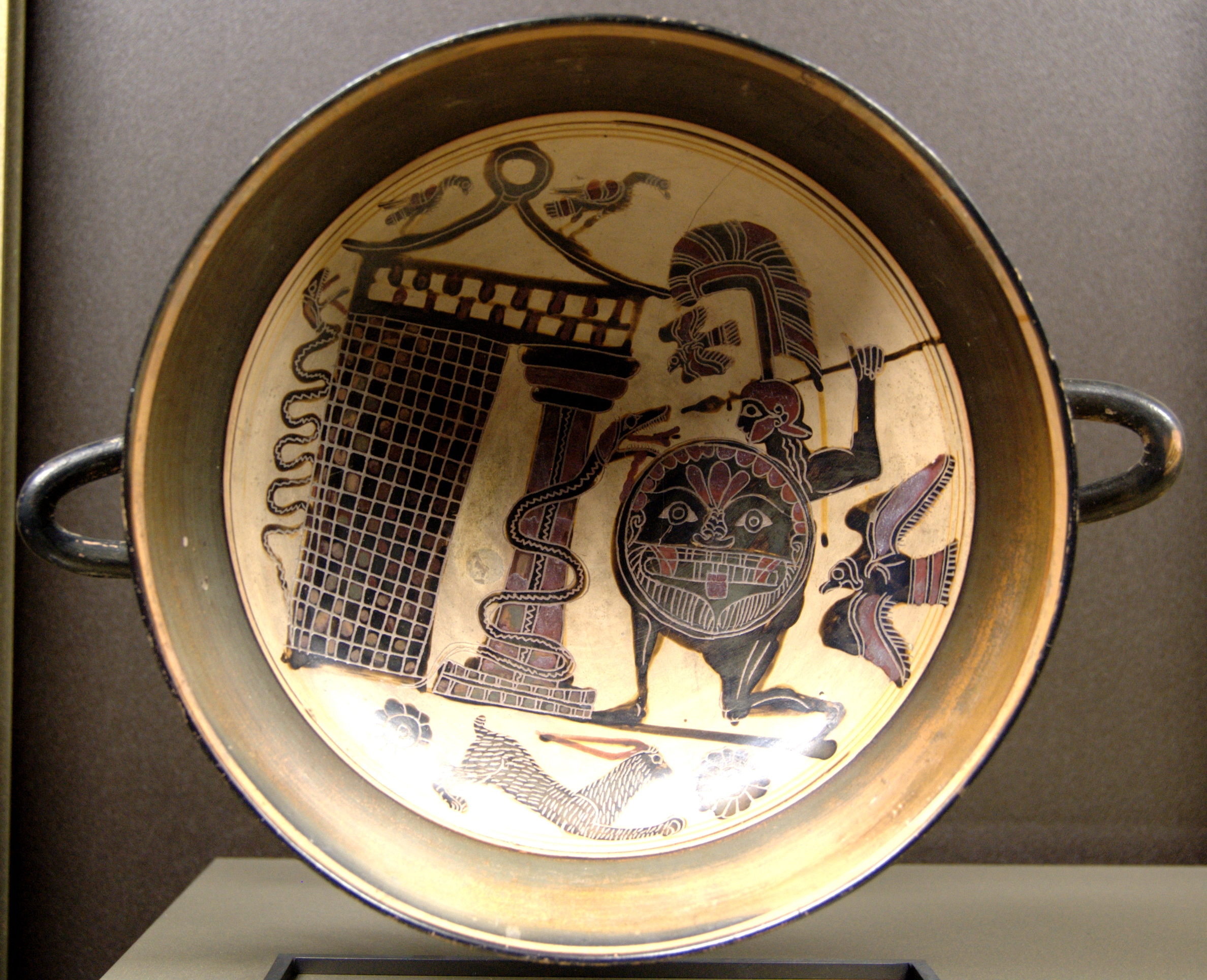
Cadmus, vechtend met de Thebaanse draak, (diss. pl 107)